# Quai des Savoirs
Le Quai des Savoirs est un centre culturel consacré aux sciences, aux technologies et à la création contemporaine. Il est situé à proximité du Muséum de Toulouse et du Jardin des plantes.
L'entrée du public est situé Allée Matilda, face au Welcome Desk et au siège de l'Université fédérale de Toulouse Midi-Pyrénées. Il présente chaque année une grande exposition thématique, ainsi que des activités d'éveil et de découverte des sciences pour les enfants dès l'âge de 2 ans, avec le Quai des Petits et le Plateau créatif. Il propose également tout au long de l'année un programme de conférences ouvertes au public.
Chaque année, en automne, le Quai des Savoirs organise le festival « Lumières sur le quai » où l'art contemporain rencontre la science.
Administrativement, le Quai des Savoirs est un service de Toulouse Métropole,,.

## Histoire
Le Quai des Savoirs est installé dans les bâtiments de l'ancienne faculté des Sciences de Toulouse, inaugurée en 1891 par Jean Jaurès et Sadi Carnot. 
Après plusieurs années de travaux de rénovation estimés à 3,5 millions d'euros, le Quai des Savoirs est inauguré le 16 février 2016.

## Localisation

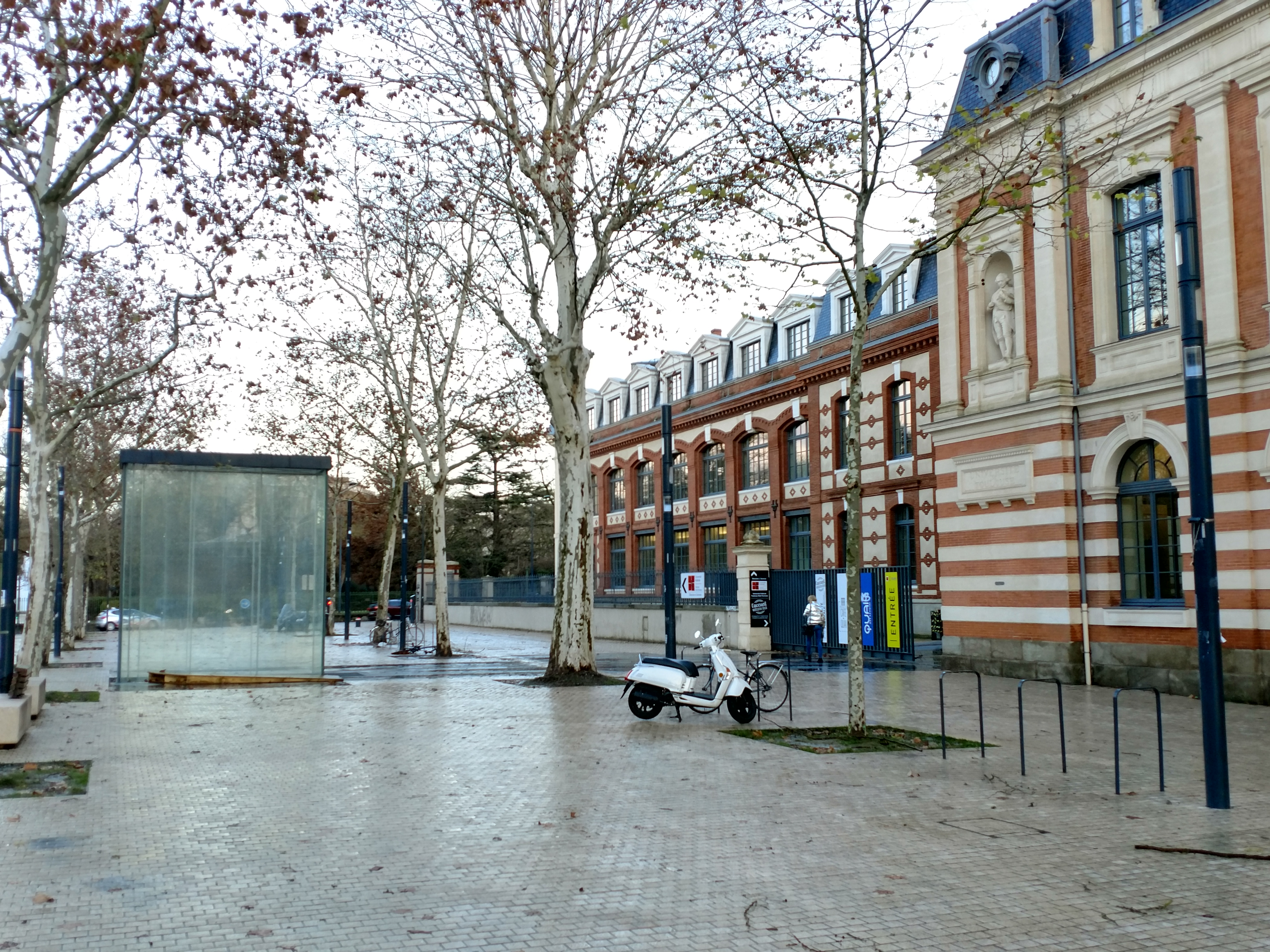
Vue du Quai des Savoirs depuis les allées Jules-Guesde. Le bâtiment en retrait est le siège de l'Université fédérale de Toulouse Midi-Pyrénées.

Le Quai des Savoirs est situé 39 allées Jules Guesde à Toulouse, à proximité du square Boulingrin et du Jardin Royal.

### Accès
Il est accessible par les transports en commun suivant :
- Métro :
  - Station Palais-de-Justice   (correspondances    66).
  - Station Carmes  (correspondances 44Ville).
  - Station François-Verdier  (correspondances L1L8L9 29).

- Tramway : station Palais-de-Justice    (correspondances   12).
- Autobus :
  - Arrêt Grand Rond 66.
  - Arrêt Palais-de-Justice 66 (correspondances     ).
  - Arrêt Jardin Royal 66.